# 後布蘭德約赫峰

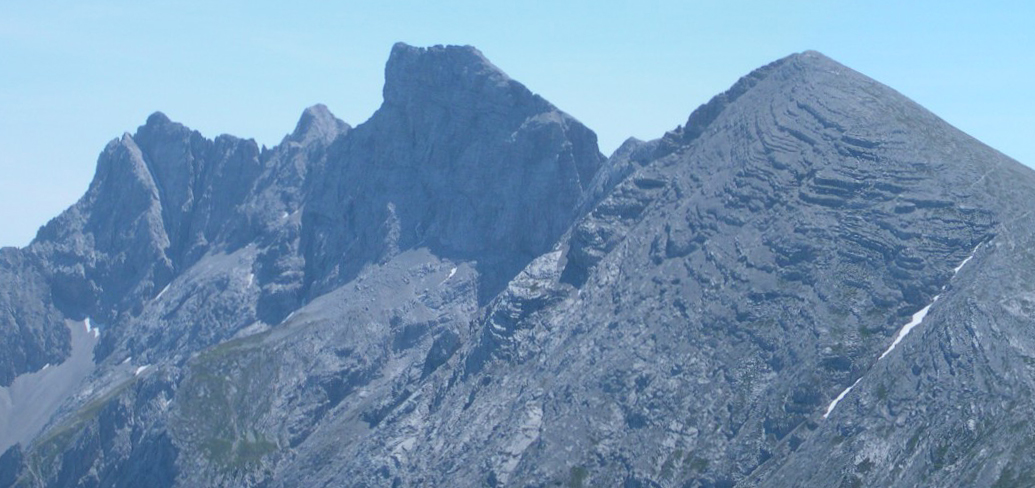

47°18′11″N 11°20′21″E / 47.30306°N 11.33917°E
後布蘭德約赫峰（德語：Hintere Brandjochspitze），是奧地利的山峰，位於該國西部，由蒂羅爾州負責管轄，處於因斯布鲁克西北面，屬於卡爾文德爾山脈的一部分，海拔高度2,599米，人類在1870年首次登頂。